# Souvenir de Brod
'Souvenir de Brod' (en allemand : 'Erinnerung an Brod') est un cultivar de rosier obtenu en 1886 en Autriche-Hongrie par le rosiériste autrichien Rudolf Geschwind,. Elle célèbre un village où Geschwind a demeuré à partir de 1859 en tant qu'inspecteur des forêts. Ce village dépendait du canton d'Oberhammer, aujourd'hui Horné Hámre en Slovaquie,.

## Description
Ce rosier grimpant sarmenteux, de 2 mètres en moyenne, mais qui peut mesurer 3 mètres à 4  mètres le long d'un mur ou d'une pergola, est issu d'un croisement entre Rosa rubifolia (ou Rosa setigera selon d'autres autres sources,) et 'Génie de Chateaubriand' (rosier de Portland, Oudin, 1852). Il est remarquable par ses fleurs de couleur pourpre violacée, le cœur étant plus rouge. Sa couleur magenta presque violette, qu'il doit à 'Génie de Chateaubriand', surpasse celle de 'Reine des Violettes' et d'autres cultivars de ce coloris. Les roses à corolle double sont très pleines et plates et bien parfumées. La floraison est fort abondante et spectaculaire en juin et non remontante.
L'arbuste est très vigoureux car il peut être cultivé en régions froides (zone de rusticité 5b, voire 3b). Son feuillage est vert foncé.

## Descendance
Il a donné naissance à 'Veilchenblau' (Schmidt, 1909) à la couleur violacée prononcée, par croisement avec 'Crimson Rambler' (Turner, 1893).